# 임태수
임태수(林泰洙, 1960년 8월 9일 ~ )는 대한민국의 제1대 세종특별자치시의원이고, 제9대 충청남도의원이었으며, 제3·4대 충청남도 연기군의원이다.

## 학력
- 공주고등학교 졸업
- 한성대학교 행정학과 학사 졸업

### 비학위 수료
- 고려대학교 경영정보대학원 경영관리학과 사회과학 석사 졸업

## 경력
- 진의리 이장
- 자유민주연합 연기군 지구당 부위원장
- 성남중학교 운영위원장
- 연기군 태권도협회 회장
- 1998.07 ~ 2002.06 제3대 충청남도 연기군의회 의원
- 2000.07 ~ 2002.06 제3대 충청남도 연기군의회 의원 후반기 의장
- 2002.07 ~ 2006.06 제4대 충청남도 연기군의회 의원
- 2002.07 ~ 2004.07 제4대 충청남도 연기군의회 전반기 부의장
- 2010.07 ~ 2012.07 제9대 충청남도의회 의원
- 2010.07 ~ 2012.07 제9대 충청남도의회 전반기 교육위원회 위원
- 2010.07 ~ 2012.07 제9대 충청남도의회 전반기 의회운영위원회 위원
- 2010.07 ~ 2012.07 제9대 충청남도의회 세종특별자치시 상생발전특별위원회 부위원장
- 2012.07 ~ 2014.06 제1대 세종특별자치시의회 의원
- 2012.07 ~ 2014.06 제1대 세종특별자치시의회 교육위원회 위원장
- 2025.05 ~2025.06: 제21대 대통령 선거 국민의힘 김문수 대통령 후보 세종 선거대책위원회 부위원장

## 역대 선거 결과
|  | 61.37% |

|  | 74.25% |

|  | 34.25% |

|  | 14.52% |